# Jagson Airlines
Jagson Airlines là hãng hàng không của Ấn Độ, trụ sở ở Delhi. Hãng có một số tuyến đường thường xuyên trong nước và các chuyến bay thuê bao trong nước cũng như tới Bhutan và Nepal.

## Lịch sử
Jagson Airlines được thành lập năm 1991 và bắt đầu hoạt động từ tháng 11/1991 với các chuyến bay thuê bao bằng 2 máy bay Dornier 228-201 18 chỗ ngồi, sau đó hãng mở một số tuyến đường thường xuyên từ Delhi. Hãng do công ty Jagson International làm chủ. Năm 2006 hãng cho biết sẽ tăng các tuyến đường thường xuyên lên 9 điểm đến, bằng máy bay Airbus A321-200 thuê.
Jagson Airlines đã rút lại kế hoạch trỏ thành hãng hàng không giá rẻ vào giữa năm 2006 và tiếp tục là hãng hàng không hoạt động trong vùng.

## Các nơi đến
- Ấn Độ

- Delhi
- Rajasthan
- Madhya Pradesh
- Himachal Pradesh
- Kullu
- Shimla
- Shirdi
- Mumbai
- Pune

Hãng cũng có các tuyến bay bằng trực thăng giữa Srinagar, Baltal và Amarnath.

## Đội máy bay
(Tháng 3/2007):
- 2 Dornier 228-200

Hãng cũng đã mua 2 máy bay trực thăng của Nga có 26 chỗ ngồi để phục vụ các tuyến đường ở các bang đông bắc Ấn Độ..